# Kościół św. Józefa w Tczewie
Kościół św. Józefa w Tczewie – ceglana świątynia rzymskokatolicka w Tczewie, wybudowana w latach 1931–1936 w stylu modernistycznym.

## Historia

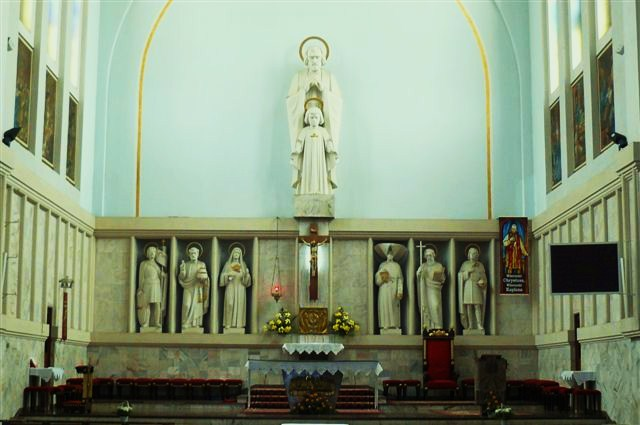
Prezbiterium kościoła św. Józefa w Tczewie

Parafia św. Józefa w Tczewie powstała 1 stycznia 1916 r. poprzez wydzielenie z parafii farnej. Pierwszym duszpasterzem był ks. Bernard Bączkowski. Przebudował on dom czeladzi katolickiej przy ul. Gdańskiej na prowizoryczny kościół. 16 maja 1927 r. parafię objął ks. Władysław Młyński z zamysłem budowy nowego kościoła od podstaw. Budowę rozpoczęto w lipcu 1931 r. Konsekracja odbyła się 21 czerwca 1936 r. (bp Stanisław Okoniewski). Dzień wcześniej poświęcono nowy dzwon „Anna”.
W latach 1952–1956 prof. Gosieniecki namalował obecną polichromię, a także stacje drogi krzyżowej. Autorem mozaik i sgraffito był ponadto Stefan Engler. W 1953 r. w miejscu poprzedniego dzwonu „Anna” odlano nowy, o tym samym imieniu, gdyż poprzedni uległ zniszczeniu. W 1954 wykonano umeblowanie strefy prezbiterium i boczne ołtarze, również według projektu prof. Gosienieckiego. W 1958 umieszczono nową figurę św. Józefa na placu przed kościołem.

## Wnętrze
Projektantem obecnej świątyni był poznański architekt Stefan Cybichowski. Witraże zaprojektował również związany z Poznaniem prof. Wiktor Gosieniecki oraz Józef Żmijewski. Ten pierwszy zaprojektował także pierwotną malaturę kościoła. Organy zbudowała firma W.Biernacki z Warszawy. Okazałe figury ołtarzowe są autorstwa Ignacego Zelka z Torunia. W latach 1952–1956 prof. Gosieniecki namalował obecną polichromię, a także stacje drogi krzyżowej. Autorem mozaik i sgraffito był ponadto Stefan Engler. W 1954 wykonano umeblowanie strefy prezbiterium i boczne ołtarze, również według projektu prof. Gosienieckiego.
W bocznej kaplicy znajduje się tablica z nazwiskami około 170 parafian zamordowanych i poległych w latach II wojny światowej, tablice poświęcone kapłanom tej parafii – ks. B. Bączkowskiemu i ks. B. Prabuckiemu – zamordowanym w okresie okupacji niemieckiej oraz grobowiec ks. prałata Władysława Młyńskiego.
Wymiary kościoła: długość 55 m, szerokość 30 m, wysokość wieży 48 m (z krzyżem).

### Organy
Organy wykonała firma Wacława Biernackiego. Budowę instrumentu rozpoczęto przed II wojną światową, jednak ze względu na nią kontynuacja budowy była niemożliwa. Organy poświęcono w 1954. Pod koniec lat 60. organy rozbudowała firma Józefa Moolina z Odr. Podczas rozbudowy dokonano m.in.: demontażu stołu gry Wacława Biernackiego, montaż trzeciego manuału i dodanie nowych głosów. Ostatni większy remont organów odbył się w 2006 r. Przeprowadziła go firma Józefa Kureckiego z Koźmina k. Skarszew, który od tego czasu na stałe opiekuję się instrumentem.
| Manuał I:            | Manuał II:             | Manuał III:               | Pedał:                |
| 1. Burdon 16’        | 1. Burdon 16’          | 1. Cichy łagodny 16’      | 1. Kontrabas 32’      |
| 2. Pryncypał 8’      | 2. Pryncypał włoski 8’ | 2. Kwintanon 16’          | 2. Pryncypałbas 16’   |
| 3. Róg kozi 8’       | 3. Gamba 8’            | 3. Pryncypał skrzycowy 8’ | 3. Violonbas 16’      |
| 4. Kwintadena 8’     | 4. Bach flet 8’        | 4. Flet drewniany 8’      | 4. Subbas 16’         |
| 5. Bach flet 8’      | 5. Vox coelestis 8’    | 5. Blokflet 4’            | 5. Cello 8’           |
| 6. Schlamei 8’       | 6. Klarnet lab. 8’     | 6. Gemshorn 4’            | 6. Fletbas 8’         |
| 7. Oktawa 4’         | 7. Burdon 8’           | 7. Flet leśny 4’          | 7. Chorałbas 4’       |
| 8. Flet rurkowy 4’   | 8. Oktawa 4’           | 8. Dzwonki 2h             | 8. Mikstura wiel. 5ch |
| 9. Fugara 4’         | 9. Trawers 4’          | 9. Sexqualter 2h          | 9. Puzon 32’          |
| 10. Koncertflet      | 10. Róg nocny 4’       | 10. Kornet 5h             | 10. Puzon 32’         |
| 11. Kwinta szum 2ch. | 11. Szpicflet 4’       | 11. Obój 8’               | 11. Bombarde 16’      |
| 12. Mikstura 4-5h    | 12. Nazard 2 2/3’      | 12. Vox humana 8’         | 12. Trąbka 8’         |
| 13. Cymbel 3h        | 13. Terc flet 1 3/5’   |                           |                       |
| 14. Trąbka 8’        | 14. Syflet 1’          |                           |                       |
|                      | 15. Szarf 3ch          |                           |                       |

### Dzwony
Wewnątrz wieży kościelnej znajdują się 3 dzwony:
| Imię:                 | Waga:  | Ton: | Średnica: | Odlewnia:                     |
| 1. „Władysław”        | 900 kg | f’   | 112 cm    | Karol Schwabe, 1947           |
| 2. „Dzieciątko Jezus” | 300 kg | c”   | 79 cm     | Metalton (Kęty), 1954         |
| 3. „Wojciech”         | 200 kg | dis” | 62 cm     | Śląska Odlewnia Dzwonów, 1966 |